# Harry Harlow
Harry Frederick Harlow, rodným jménem Harry Israel (31. říjen 1905 – 6. prosinec 1981), byl americký psycholog, profesor University of Wisconsin–Madison, 26. nejcitovanější psycholog 20. století. Proslulost mu zajistily zejména jeho pokusy s opicemi rodu makak rhesus. Roku 1967 obdržel Národní vyznamenání za vědu. Židovsky znějící příjmení Israel si změnil roku 1930 z obav před antisemitskými předsudky v akademické sféře, ačkoli nebyl Židem.

## Pokusy s makaky
Harlow dlouhodobě sledoval vývoj mláďat ponechaných u opičích matek a těch, které byly vychovávány lidskými pečovatelkami. Prokázal přitom, že mláďata, jimž nebyl umožněn silný kontakt s matkami, trpěla do konce života silnými deficity, zejména sociálními. Harlowovy pokusy později inspirovaly (spolu s pracemi René Spitze) Johna Bowlbyho k jeho známému konceptu citové vazby (attachement) mezi matkou a dítětem a její nezbytnosti pro zdravý psychický vývoj.
Při svém testování závislosti mláďat na matce dělal i kontroverzní pokusy s úplnou izolací mláďat, které prokázaly totální deprivaci takto izolovaných mláďat. Za některé tyto své pokusy byl Harlow zpětně kritizován ochránci zvířat. Zejména při pokusech s totální sociální izolací byly některé opice izolovány po dlouhé měsíce, jedna dokonce celých patnáct let. Široká publikace Harlowových pokusů dokonce fungovala jaký velký impuls k rozmachu hnutí za práva zvířat v USA.